# Les Tripodes
Les Tripodes (The Tripods) est une série télévisée en coproduction Royaume-Uni et Australie en 25 épisodes de 30 minutes, adaptée de la série de romans de John Christopher, et diffusée entre le 15 septembre 1984 et le 23 novembre 1985 sur BBC et Seven Network.
En France, la série a été diffusée à partir du 13 mars 1985 dans Cabou Cadin sur Canal+. Rediffusion dans Croque-vacances sur TF1 et dans le Club Dorothée en 1989. En Belgique, la série a été diffusée dans l’émission Nouba Nouba sur la RTBF durant les années 80.

## Synopsis
Bien que l'histoire se situe dans le futur, l'Humanité vit dans la paix, mais a perdu l'usage des machines (mis à part quelques horloges et montres). On comprend que la Terre est sous le joug de colossales machines à trois pattes : les tripodes. Ces derniers imposent à chaque humain la poste directement dans le crâne d'un appareil à la fin de l'adolescence, lors d'une cérémonie appelée "initiation", qui fait perdre entre autres l'agressivité et la capacité de rebellion. Will Parker, un adolescent s'interrogeant sur l'initiation, rencontre un faux "intouchable" (nom donné à ceux qui n'ont pas supporté l'appareil et ont sombré dans la folie) qui lui parle d'un lieu où des adultes non initiés vivent librement. Avec son cousin Henry, Il décide de fuir vers un lieu où des rebelles comme eux se sont réfugiés : les "Montagnes Blanches" situées en France.

## Distribution

### Acteurs principaux
- John Shackley : Will Parker
- Ceri Seel : Beanpole (17 épisodes)
- Jim Baker : Henry Parker (15 épisodes)

### Acteurs récurrents
saison 1
- Robin Langford (en) : Duc de Sarlat (5 épisodes)
- Jeremy Young (en) : Count de Ricordeau (4 épisodes)
- Pamela Salem : Countess de Ricordeau (4 épisodes)
- Nadio Fortune : Christophe (4 épisodes)

saison 2
- Robin Hayter : Fritz (9 épisodes)
- John Woodvine (en) : Master West 468 (5 épisodes)
- Edward Highmore : Boll (5 épisodes)
- Alfred Hoffman : Speyer (5 épisodes)
- Bernard Holley : Power Master (5 épisodes)

## Fiche technique
- Réalisateurs : Christopher Barry, Graham Theakston, Bob Blagden
- Scripteurs : John Christopher, Christopher Penfold, Alick Rowe

## Épisodes

### Première saison (1984)
1. A Village in England: July, 2089 AD
2. England: July, 2089 AD
3. The English Channel: July, 2089 AD
4. France: July, 2089 AD
5. Chateau Ricordeau, France: July, 2089 AD (1/2)
6. Chateau Ricordeau, France: July, 2089 AD (2/2)
7. Chateau Ricordeau, France: August, 2089 AD (1/2)
8. Chateau Ricordeau, France: August, 2089 AD (2/2)
9. France: September, 2089 AD (1/2)
10. France: September, 2089 AD (2/2)
11. France: October, 2089 AD (1/2)
12. France: October, 2089 AD (2/2)
13. The White Mountains: November, 2089 AD

### Deuxième saison (1985)
1. The White Mountains: 2090 AD
2. Travel
3. Will is arrested
4. Help from Friends
5. City of Gold
6. Will is made a Slave
7. Hunt for Eloise
8. The City of Gold
9. Blessings of the Cognosc
10. The Cognosc Departs
11. Escape from the City of Gold
12. The Forest of Death